# Il mondo fino in fondo
Pour plus de détails, voir Fiche technique et Distribution.
Il mondo fino in fondo est une comédie dramatique italienne écrite, réalisée et montée par Alessandro Lunardelli, sortie en 2014.

## Synopsis
Les frères Davide et Loris vivent à Agro, un village de province du nord de l’Italie, où ils travaillent dans l’entreprise familiale. Davide qui a dix-huit ans, est homosexuel, timide et introverti, tandis que Loris, qui ignore tout de l’homosexualité de son frère, a presque trente ans et ne s’intéresse qu’au football. Afin de suivre son équipe préférée, il convainc son jeune frère de partir avec lui en Espagne pour un assister à un match. À Barcelone, Davide rencontre Andy, un écologiste chilien, dont il a un coup de foudre. Désirant vivre cet amour, Davide décide d’aller avec Andy à Santiago. Au Chili, il doit faire face à une toute nouvelle réalité, loin des provinces italiennes, faite d’activistes et de luttes écologiques menées par Ana, l’ex-petite amie d’Andy. Davide décide de rester dans ce pays pour y commencer une nouvelle vie mais Loris arrive à l’improviste à pour tenter de le ramener la maison. Les deux frères se lancent dans un voyage aventureux, vers le glacier de la lagune de San Rafael, qui les changera profondément.

## Fiche technique
- Titre original : Il mondo fino in fondo
- Titre international : Up to the World
- Réalisation : Alessandro Lunardelli
- Scénario : Alessandro Lunardelli et Picciarelli Vanessa
- Direction artistique : Roberto De Angelis et Sebastian Munòz
- Costumes : Cristina Audisio et Carolina Espina
- Photographie : Maura Morales Bergmann
- Son : Valentino Giannì et Freddy Gonzales
- Montage : Alessandro Lunardelli
- Musique : Pasquale Catalano
- Production : Carlo Brancaleoni et Rita Rognoni
- Sociétés de production : Pupkin Production ; Rai Cinema et La Ventura (coproductions)
- Société de distribution :  Microcinema
- Pays d’origine :  Italie
- Langue originale : italien, espagnol
- Format : couleur - 35 mm - 2.35 : 1 - Dolby numérique
- Genre : comédie dramatique
- Durée : 95 minutes
- Dates de sortie :
  -  Italie : 30 avril 2014
  -  France : 10 juin 2014 (Festival CinéPride)

## Distribution
- Luca Marinelli : Loris
- Filippo Scicchitano : Davide
- Alfredo Castro : chauffeur Lucho
- Manuela Martelli : Ana
- Barbora Bobulova : Giulia
- Camilla Filippi : Veronica